# 건화 (후량)
건화(乾化, 911년 5월 ~ 913년 1월 / 913년 2월 ~ 915년 11월)은 후량(後梁) 태조(太祖) 주황(朱晃)의 두번째 연호이다. 4년 5개월 가량 사용하였다. 
태조(太祖)가 죽고 난 후에 영왕(郢王)이 봉력으로 개원할 때까지 사용하였다. 봉력 원년(913년) 2월, 영왕이 살해되고 나서 말제(末帝)가 즉위 후에 다시 연호를 건화로 환원시켰으며, 정명으로 개원 할 때까지 사용하였다.
건화 연호를 차용한 십국(十國) 국가는 민나라(閩), 오월(吳越, 913년 2월 ~ 915년 11월)이 있다.

## 개원
- 개평(開平) 5년 5월 1일[1](911년 5월 31일)에 연호를 건화(乾化)로 개원함.[2][3][4][5]

- 건화(乾化) 3년 1월 21일[6](913년 3월 1일)에 연호를 봉력(鳳曆)으로 개원함.[7][8][4][5]

- 봉력(鳳曆) 원년 2월 17일[9](913년 3월 27일)에 다시 연호를 건화(乾化)로 환원함.[7][8][4][5]

- 건화(乾化) 5년 11월 9일[10](915년 12월 17일)에 연호를 정명(貞明)으로 개원함.[7][8][11][5]

## 연대 대조표
| 건화       | 원년            | 2년        | 3년        | 4년        | 5년        |
| 서기(西紀) | 911년           | 912년      | 913년      | 914년      | 915년      |
| 간지(干支) | 신미(辛未)      | 임신(壬申) | 계유(癸酉) | 갑술(甲戌) | 을해(乙亥) |
| 전촉(前蜀) | 영평(永平) 원년 | 2년        | 3년        | 4년        | 5년        |
| 오월(吳越) | 천보(天寶) 4년  | 5년        | -          | -          | -          |

## 동시대 연호

### 한국
후고구려(後高句麗)
- 수덕만세(水德萬歲) (911년 ~ 914년)
- 정개(政開) (914년 ~ 918년)

후백제(後百濟)
- 정개(正開) (900년 ~ 936년)

### 중국
전촉(前蜀)
- 영평(永平) (911년 ~ 915년)

오월(吳越)
- 천보(天寶) (908년 ~ 912년)

연(燕)
- 응천(應天) (911년 ~ 913년)

대장화(大長和)
- 시원(始元) (911년 ~ 914년)
- 천서경성(天瑞景星) (915년 ~ 916년)

호탄 왕국(于闐)
- 동경(同慶) (912년 ~ 966년)

### 일본
- 엔기(延喜) (901년 ~ 923년)

## 같이 보기
- 중국의 연호 목록